# Geografia Kosovoului

Kosovo este un stat mic, fără ieșire la mare din sud-estul Europei. Țara are o poziție strategică în centrul Peninsulei Balcanice mărginită de Muntenegru la vest, Serbia la nord și la est, Macedonia de Nord la sud-est și Albania la sud-vest. Nu are acces direct la Marea Mediterană, dar râurile sale se varsă în mările Adriatică, Egee și Marea Neagră.
Țara posedă peisaje impresionante și contrastante, determinate de climă, alături de geologie și hidrologie. Atât Alpii Albanezi, cât și Munții Šar, reprezintă caracteristica cea mai definitoare a țării, dar și regiunile cu cea mai mare biodiversitate din Kosovo.
Țara este bogată în surse de apă, datorită numeroaselor râuri și lacuri, atât naturale cât și artificiale. Majoritatea râurilor ce izvorăsc din Kosovo, se varsă înafara teritoriului țarii în Adriatică, Egee și Marea Neagră. Cel mai lung râu este Drini i Bardhë, iar cel mai scurt râu este Lumëbardhi i Prizrenit.
Clima țarii este definită în principal de așezarea geografică în sud-estul Europei și influențată puternic de marile din vest, sud și est. Clima este reprezentată de o combinație între clima continentală și cea mediteraneeană, cu patru anotimpuri distincte.
Kosovo este caracterizată de o floră și faună bogată, și o multitudine de ecosisteme și habitate, în ciuda suprafeței relativ mici a țării. Biodiversitatea țării este conservată în două parcuri naționale și sute de alte zone protejate. Regiunile izolate și cele împădurite sunt locuite în principal de specii care devin din ce în ce mai rare în sud-estul Europei, precum ursul brun, lupul cenuși, râsul și acvila de munte.